# Желыдово
Желыдово (болг. Желъдово) — село в Болгарии. Находится в Кырджалийской области, входит в общину Джебел. Население составляет 84 человека.

## Политическая ситуация
В местном кметстве Желыдово, в состав которого входит Желыдово, должность кмета (старосты) исполняет Мустафа Реджеб Муса (Движение за права и свободы (ДПС)) по результатам выборов.
Кмет (мэр) общины Джебел — Бахри Реджеб Юмер (Движение за права и свободы (ДПС)) по результатам выборов.